# Ferruccio Banissoni
Ferruccio Banissoni (Trieste, 29 novembre 1888 – Roma, 27 aprile 1952) è stato uno psicologo italiano.

## Biografia
Trasferitosi nel 1913 a Vienna per studiare medicina, lì ebbe l'opportunità di seguire per due anni le lezioni di Sigmund Freud, che gli venne presentato dal suo vecchio compagno di scuola Edoardo Weiss: questa esperienza fu fondamentale non solo per il suo successivo lavoro terapeutico, ma anche per la sua attività psicologica sperimentale, applicativa e didattica.
Interrotti gli studi a causa dello scoppio della prima guerra mondiale, venne arrestato e condotto in un campo di concentramento per renitenza alla leva austriaca del 1915. Rientrato a Trieste nel novembre 1918, ammalato e senza mezzi, decise di trasferirsi a Roma, dove conobbe Sante De Sanctis, sotto la supervisione del quale si laureò in medicina con una tesi dal titolo Le malattie mentali e l'incosciente. Ben presto divenne assistente alla cattedra di De Sanctis all'Istituto di psicologia, dove conobbe la futura moglie Paola Fambri, all'epoca assistente volontaria. In quel periodo, sebbene la Chiesa cattolica fosse particolarmente ostile alla dottrina freudiana, Banissoni riuscì a sintetizzare la propria osservanza religiosa all'interesse per la psicoanalisi, mantenendo libertà di pensiero e un atteggiamento critico verso quest'ultima. Nel 1926 ottenne la libera docenza in psicologia sperimentale e diresse provvisoriamente l'Istituto di psicologia, dopo che fu affidata a De Sanctis la cattedra di clinica delle malattie nervose e mentali; in quel periodo svolse un'intensa attività didattica, orientata alla formazione psicologica degli educatori e degli assistenti sociali.
Continuò a lavorare all'Istituto anche dopo che Mario Ponzo ne assunse la direzione.
Nel 1931 propose al rettore dell'Università degli Studi di Roma "La Sapienza" Pietro De Francisci la nomina di Renata Calabresi ad assistente volontaria; nello stesso anno aderì alla Società psicoanalitica italiana, che Weiss stava riorganizzando. Nel 1939 ottenne la libera docenza in medicina preventiva dei lavoratori e psicotecnica, passando nel 1940 al Consiglio Nazionale delle Ricerche (CNR) come segretario della commissione permanente per le applicazioni della psicologia. Nel marzo dello stesso anno diventò direttore dell'appena fondato Centro sperimentale di psicologia applicata del CNR — incarico che mantenne fino alla morte — organizzando corsi di psicologia applicata per medici, insegnanti e assistenti sociali. Nel 1948 vinse il concorso universitario per la cattedra di psicologia all'Università degli Studi di Trieste.

## Opere
- Applicazioni dell'elettrocardiogramma in psicologia sperimentale, 1926.
- La psicologia della volontà, 1926.
- Il lavoro fisico e il lavoro mentale in rapporto al fanciullo, 1932.
- Considerazioni sull'istinto di aggressione, 1933.
- Processi di adattamento psichico del malato e assistenza sociale, 1937.
- La psicologia dell'inventore, 1940.
- Vita militare e preparazione professionale, 1946.